# Ipotesi siluriana
L'ipotesi siluriana è un esperimento mentale che valuta la capacità della scienza moderna di rilevare le prove dell'esistenza di una civiltà avanzata precedente a quella umana se fosse esistita diversi milioni di anni fa.

## Spiegazione
In un articolo del 2018, Adam Frank, astrofisico dell'Università di Rochester, e Gavin Schmidt, direttore del Goddard Institute for Space Studies, hanno immaginato una civiltà avanzata precedente a quella umana, chiedendosi se sarebbe stato possibile rilevarne le tracce attraverso metodi stratigrafici. All'interno dell'articolo hanno chiarito come, nonostante nutrano forti dubbi riguardo all'esistenza di una tale civiltà, l'esperimento potrebbe aiutare a comprendere come sarebbero le prove della sua esistenza, con applicazioni sia in astrobiologia che negli studi relativi all'Antropocene. L'ipotesi prende il suo nome dai Siluriani, razza immaginaria di uomini rettili apparsa nella serie televisiva britannica Doctor Who.
Secondo Frank e Schmidt, poiché la fossilizzazione è relativamente rara e poiché solo una piccola parte della superficie esposta della Terra si è formata prima del periodo quaternario, le possibilità di trovare prove dirette dell'esistenza di una tale civiltà (ad esempio manufatti tecnologici) sono ridotte. Dopo un lungo arco di tempo, hanno concluso i ricercatori, sarebbe più probabile rilevare prove indirette, come anomalie nella composizione chimica o nei rapporti isotopici dei sedimenti. Tra i manufatti che potrebbero costituire prove dell'esistenza civiltà industriali passate si annoverano oggetti in plastica e residui di scorie nucleari sepolti nel sottosuolo o sul fondale oceanico.
Civiltà precedenti alla nostra potrebbero avere compiuto viaggi nello spazio e lasciare manufatti su altri corpi celesti, come la Luna e Marte. Sarebbe più facile rilevare prove dirette su di essi che sulla Terra. Sul nostro pianeta, infatti, l'erosione e l'attività tettonica cancellerebbero gran parte delle tracce.
Frank si avvicinò per la prima volta a Schmidt per discutere riguardo alla possibilità di scoprire l'esistenza di civiltà aliene tramite il rilevamento del loro potenziale impatto sul clima attraverso lo studio delle carote di ghiaccio e degli anelli degli alberi. Entrambi si resero conto di come l'ipotesi avrebbe potuto essere ampliata e applicata alla Terra e all'umanità in quanto gli esseri umani sono stati nella loro forma attuale solamente negli ultimi 300.000 anni e hanno fatto uso di tecnologia sofisticata soltanto nei secoli più recenti.

## Nella cultura di massa
The Time Traders e i libri successivi di Andre Norton esplorano l'idea che la maggior parte delle prove fisiche di antiche civiltà avanzate sulla Terra potrebbe venire cancellata dall'azione dei ghiacciai e dei vulcani nell'arco di pochi millenni.
Nel suo romanzo Of Ants and Dinosaurs, Cixin Liu descrive una civiltà cooperativa di formiche e dinosauri intelligenti, esistente prima dell'estinzione di massa del Cretaceo-Paleocene.